# Messier 54
Messier 54 (również M54, NGC 6715) – gromada kulista w gwiazdozbiorze Strzelca. Odkrył ją 24 lipca 1778 roku Charles Messier.
M54 znajduje się w odległości około 87,4 tys. lat świetlnych od Ziemi i oddala się z prędkością 142 km/s. Średnica gromady wynosi około 305 lat świetlnych (12'), z czego gęste jądro ma tylko ok. 25 ly (1').
Najjaśniejsze gwiazdy gromady mają jasność obserwowaną na poziomie 15,5m. Jasność absolutną M54 ocenia się na –10,01m, co oznacza, że jest 850 tysięcy razy jaśniejsza od Słońca. W jej wnętrzu prawdopodobnie znajduje się czarna dziura o masie pośredniej.
Początkowo uważano, że M54 należy do Drogi Mlecznej, jednak w 1994 roku odkryto, że jest ona prawdopodobnie częścią galaktyki karłowatej SagDEG, będącej satelitą naszej galaktyki. To czyni z niej pierwszą odkrytą gromadę kulistą w innej galaktyce.
Gromada jest jasna, nie jest jednak widoczna gołym okiem. Przy użyciu lornetki lub małego teleskopu można dostrzec jasną, okrągłą plamkę o rozmywających się brzegach, można ją jednak pomylić z gwiazdą, gdyż ma mały rozmiar kątowy. Aby rozdzielić ją na gwiazdy potrzeba większego teleskopu (nawet duże teleskopy amatorskie do tego nie wystarczą), ze względu na jej znaczną odległość od Ziemi.